# Verlags-Magazin
Das Verlags-Magazin war ein Schweizer Buchverlag. Dieser firmiert oft als Verlags-Magazin (J. Schabelitz). Er wurde im Jahr 1864 von Jakob Lukas Schabelitz (1827–1899) gegründet.

## Geschichte
Der Verlag wurde zu einem der bekanntesten Publikationsorte für oppositionelle Deutsche, die im eigenen Land der Zensur unterworfen waren. Zum Verlagsprogramm gehörten vor allem politische Schriften, darunter Bücher von Friedrich Engels und August Bebel sowie eine anonym verfasste Abwehrschrift gegen den in Deutschland erstarkenden Antisemitismus. Auch die ersten Bücher der Feministin Johanna Elberskirchen und der österreichischen Frauenrechtlerin Irma von Troll-Borostyáni erschienen hier; ferner ein Novellenband und ein Roman der Schriftstellerin Malwida von Meysenbug.
In den 1880er und 1890er Jahren förderte Schabelitz daneben die Literatur des Naturalismus und der Avantgarde. Er publizierte die Erstausgabe von Arno Holz’ Gedichtband Buch der Zeit. Zum Autorenkreis gehörten die sozialrevolutionären Lyriker Karl Henckell, Maurice Reinhold von Stern und John Henry Mackay, dessen Roman Die Anarchisten in Deutschland aufgrund des Sozialistengesetzes verboten war. Weitere bekannte Schriftsteller waren Hermann Bahr, Otto Erich Hartleben, Oskar Panizza, Georg Herwegh und Frank Wedekind.
Da etliche Bücher aus dem Verlag in Deutschland verboten waren und viele der von Schabelitz geförderten Autoren zu renommierteren Verlagen wechselten, sobald sich Erfolg einstellte, hatte der Verleger nur geringen wirtschaftlichen Erfolg. Nach Schabelitz’ Tod erlosch der Verlag. Hingegen wurde sein Lehrling Ulrico Hoepli ein erfolgreicher Buchhändler und Verleger in Mailand.

## Veröffentlichte Autoren und Werke
- Anonymer Verfasser: Deutsche Antisemiten-Chronik 1888 bis 1894. Eine Sammlung von Thatsachen zur Unterhaltung und Belehrung von Jedermann. 1894.
- Wilhelm Arent: Aus dem Großstadtbrodem. Mit einem Geleitwort von Lucian von Prager. 1891 (archive.org).
- Harry von Arnim oder Wilhelm Eichhoff: Pro Nihilo! Vorgeschichte des Arnim’schen Processes. Erstes Heft. 1876.
- Johann Jakob Bänninger: Der Unterricht im ersten Schuljahr: ein Beitrag zur praktischen Lösung der von Herrn Dr. Treichler aufgeworfenen Schulreformfrage. 1877 (nbdig-37276).
- Hermann Bahr.:
  - Zur Kritik der Moderne. 1890.
  - Die grosse Sünde. Ein bürgerliches Trauerspiel. 1888.[2]
  - Die neuen Menschen. Ein Schauspiel. 1887.
- Ernst Bark: Deutschlands Weltstellung und Stellung und Aufgabe. 1890.
- August Bebel: Die Frau in der Vergangenheit, Gegenwart und Zukunft. 1883. (Neuauflage von Die Frau und der Sozialismus.)[3]
- Friedrich Beust:
  - Die Grundgedanken von Pestalozzi und Fröbel in ihrer Anwendung auf Elementar- und Sekundarschulstufe. 1867.
  - Grundzüge der Organisation eines Volksheeres. 1867.
- Franz Blei: Karl Henckell, ein moderner Dichter. 1895.
- Emil Blum, S. B. Alexander: Wer lügt? Ein soziales Fragezeichen. 1892.
- Michael Georg Conrad: Humanitas! Kritische Betrachtungen über Christenthum, Wunder und Kernlied.  1875.
- Hermann Conradi: Brutalitäten. Skizzen und Studien. 1886.
- Theodor Curti:
  - Stimmungen und Gedanken. Ein lyrisches Tagebuch. 1889.
  - Paracelsus. Ein Trauerspiel. Geschrieben 1893 zum vierhundertjährigen Jubiläum der Geburt des Theophrastus Paracelsus. 1894 (B.MPa.80).
- Josef von Doblhoff-Dier: Wasser-Ringe. Zeitgedichte eines Oesterreichers, März 1893 – Juli 1897.
- Gustav Dullo. Berliner Plakate des Jahres 1848. 1893.
- Johanna Elberskirchen:
  - Die Prostitution des Mannes. Auch eine Bergpredigt – Auch eine Frauenlektüre. 1896.
  - Auch eine Bergpredigt – Auch eine Frauenlektüre. 1896/1897.
  - Socialdemokratie und sexuelle Anarchie. 1897.
  - Das Weib, die Klerikalen und die Christlichsocialen. 1898.
- Friedrich Engels:
  - Der Ursprung der Familie, des Privateigenthums und des Staats. 1884. (z. T. auch: Schweizerische Genossenschaftsbuchdruckerei, Hottingen-Zürich 1884.)
  - Herrn Eugen Dühring’s Umwälzung der Wissenschaft. 1886, 315 S.
- P. Feddersen: Geschichte der Schweizerischen Regeneration von 1830 bis 1848. 1867.
- J. Gambs: Social-Demokratie, die Einzige Form der Befriedigten Menschlichen Gesellschaft. Ein Beitrag zur Endlichen Lösung der Socialen, Kirchlichen und Politischen Fragen. 1878.[4]
- Hugo Grothe-Harkányi: Frauenprofile. Illusionen. 1895.
- Carl Grübler: Ob Congress, ob nicht! Ein Mahnwort an Österreich. 1878.
- Carl Stegmann und C. Hugo  (Hrsg.): Handbuch des Socialismus. 1897.
- Otto Erich Hartleben: Studententagebuch. (Zweite veränderte und vermehrte Auflage).
- Karl Henckell: Zwischenspiel. 1894.
- Georg Herwegh: Neue Gedichte. Herausgegeben nach seinem Tode. 1877.
- Arno Holz: Das Buch der Zeit. Lieder eines Modernen. 1886.
- Otto Hornung: Neu-Österreich. 1890.
- Ludwig Jacobowski: Wilhelm II, Romantiker oder Sozialist? Von ***.. 1892 (anonym erschienen).
- György Klapka: Aus meinen Erinnerungen. Aus dem Ungarischen übersetzt vom Verfasser. 1887.
- Karl Knortz:
  - Amerikanische Lebensbilder. Skizzen und Tagebuchblätter. 1884 (archive.org).
  - Neue Epigramme. 1884.
  - Goethe und die Wertherzeit. Ein Vortrag. 1885.
  - Irländische Märchen. 1886.
- Theodor Lessing: Zwischen den Schlachten. 1899.
- John Henry Mackay: Die Anarchisten. 1891.
- Anton Menger: Gutachten über die Vorschläge zur Errichtung einer eidgenössischen Hochschule für Rechts- und Staatswissenschaft. 1889.
- Malwida von Meysenbug:
  - Gesammelte Erzählungen von der Verfasserin der Memoiren einer Idealistin. (Vier Novellen) 1885.
  - Victoria. Roman. 1889.
- Otto Möllinger: Die Gottidee der neuen Zeit und der nothwendige Ausbau des Christenthums. In sechs Vorlesungen entwickelt aus den Gesetzen der natürlichen Offenbarungen der Gottheit. 1869.
- Hans Müller: Der Klassenkampf in der deutschen Sozialdemokratie: mit einem polemischen Nachwort: K. Kautsky’s Abenteuer in Zürich. 1892.[5]
- Oskar Panizza:
  - Die unbefleckte Empfängnis der Päpste. 1893.
  - Das Liebeskonzil. Eine Himmels-Tragödie in fünf Aufzügen. 1895 (Oktober 1894).
  - Meine Verteidigung in Sachen „Das Liebeskonzil“. 1895.
  - Abschied von München. Ein Handschlag. 1896.
- Löhn, R. P. (Pseudonym für: Robert Plöhn): Realistische Märchen und Metaphysische Histörchen. Nicht für höhere Töchter, noch für niedere Buben. 1890.
- Käthe Schirmacher: Die Libertad. Novelle. 1891.
- Franz von Sonnenfeld: Die römisch-katholische Kirche seit der Restauration und ihre Befeindung des modernen Staates und der Bildung. Ein kurzer Hinweis auf unbestreitbare Thatsachen. 1876.
- Erasmus Redivivus: Der Moloch des Militarismus. 1894.
- Otto Spielberg: 
  - Der Kampf gegen die bestehende Ordnung. 1887.
  - Die Menschen-Rechte; ein Wegweiser für Welt der Komödie. 1888.
- Maurice Reinhold von Stern:
  - Proletarierlieder. Dem arbeitenden Volk gewidmet. 1885.
  - Der Gottesbegriff in der Gegenwart und Zukunft. 1887.
  - Stimmen im Sturm. 1888.
  - Das Anderskönnen. Ein populär-philosophischer Beitrag zur Frage der Willensfreiheit. 1888.
  - Alkohol und Sozialismus. Ein Appell ans Volk. 1889
- Johann Woldemar Streubel (unter dem Pseudonym Arkolay): Der Anschluss Süddeutschlands an die Staaten der preußischen Hegemonie, sein sicherer Untergang bei einem französisch-preußischen Kriege. von einem norddeutschen Offizier z. D.
- Berta von Suttner: Das Maschinenalter. Zukunftsvorlesungen über unsere Zeit. 1888. Zweite, durchgesehene Auflage 1891. (unter dem Pseudonym „Jemand“)
- Irma von Troll-Borostyáni:
  - Im freien Reich. Ein Memorandum an alle Denkenden und Gesetzgeber zur Beseitigung sozialer Irrtümer und Leiden. 1884.
  - Die Gleichstellung der Geschlechter und die Reform der Jugenderziehung. 1888.
- Th. Vortmann: Die Reform der Ehe. 1894.
- F. Wiede: Der Militarismus. 1877.
- Ulrich Wille: Die neue Militärorganisation und das Budget des schweizerischen Militärdepartements für 1877. 1877.[6]
- Hermann Witte: Die Geistesfolter des Militarismus. 1896.
- August Wünsche: Der Talmud. 1879.
- Wilhelm von Wymetal: Mein Tagebuch im Prozess Sonzogno. Stenographisches, aktenmässiger und erläuternder Bericht eines Augenzeugen der 22tägigen Verhandlungen vor der römischen Assisen, 19. Oktober bis 13. November 1875. 1876.
- August Zapf: Aus meinem Leben. Ein Beitrag zur Reform des deutschen Schulwesens. 1888.
- Richard Zoozmann: Seltsame Geschichten. Ein Liederzyklus. ca. 1891.